# Internationella geodetiska kommissionen
Internationella geodetiska kommissionen (IAG, International Association of Geodesy) är en internationell organisation för geodesi, det vill säga mätning av jorden.